# Рейген, Джексон

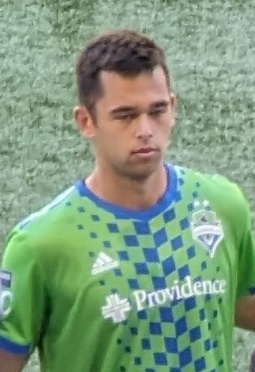
Джексон Рейген во время игры.

Дже́ксон Кэ́мерон Ре́йген (англ. Jackson Cameron Ragen; 24 сентября 1998, Сиэтл) — американский футболист, центральный защитник клуба «Сиэтл Саундерс».

## Карьера
Один год в течение сезона 2016—2017 годов Рейген провёл в системе академии футбольного клуба «Сиэтл Саундерс». В 2017 году сыграл три матча за «Сиэтл Саундерс 2» в USL.
8 мая 2017 года было объявлено, что Рейген поступит в Мичиганский университет, где будет играть за университетскую футбольную команду «Мичиган Вулверинс». В Национальной ассоциации студенческого спорта сыграл 69 матчей, забил десять мячей и отдал пять результативных передач.
В 2019 году также выступал за клуб Национальной футбольной премьер-лиги ОСА.
21 января 2021 года на Супердрафте MLS Рейген был выбран во втором раунде под общим 33-м номером клубом «Чикаго Файр». Однако, он решил остаться в университете и доиграть свой выпускной сезон, который был отложен из-за пандемии COVID-19.
8 августа 2021 года Рейген подписал контракт с клубом Чемпионшипа ЮСЛ «Такома Дифайенс», бывшим «Сиэтл Саундерс 2». Его профессиональный дебют состоялся в тот же день в матче против «Окленд Рутс». 19 августа в матче против «Ориндж Каунти» он забил свой первый гол в профессиональной карьере.
14 февраля 2022 года «Сиэтл Саундерс» подписал с Рейгеном контракт на сезон 2022 с опциями продления на сезоны 2023 и 2024, после того как выменял права на него в MLS у «Чикаго Файр» на пик третьего раунда Супердрафта MLS 2023. За «Саундерс» он дебютировал 17 февраля в первом матче ⅛ финала Лиги чемпионов КОНКАКАФ 2022 против гондурасского «Мотагуа», в котором вышел на замену на 89-й минуте вместо Джордана Морриса. В MLS впервые сыграл 5 марта в матче против «Реал Солт-Лейк».

## Достижения
Командные
 «Сиэтл Саундерс»
- Победитель Лиги чемпионов КОНКАКАФ: 2022